# Eddy Le Huitouze
Eddy Le Huitouze (Lorient, 3 aprile 2003) è un ciclista su strada e pistard francese che corre per il team Groupama-FDJ.

## Palmarès

### Strada
- 2020 (Juniores)

Campionati francesi, Prova a cronometro Junior
- 2022 (Équipe Continentale Groupama-FDJ, una vittoria)

Campionati francesi, Prova a cronometro Under-23
- 2023 (Équipe Continentale Groupama-FDJ, una vittoria)

Campionati francesi, Prova a cronometro Under-23

### Pista
- 2021 (Juniores)

Campionati francesi, Inseguimento individuale Junior
Campionati francesi, Inseguimento a squadre Junior (con Théotime Cadoret, Emmanuel Moisan e Thomas Hinault)
- 2022

1ª prova Coppa delle Nazioni, Inseguimento a squadre (Glasgow, con Thomas Denis, Corentin Ermenault e Benjamin Thomas)

## Piazzamenti

### Classiche monumento
- Giro delle Fiandre

2025: ritirato
- Parigi-Roubaix

2025: 100º

### Competizioni mondiali
- Campionati del mondo su strada

Fiandre 2021 - Cronometro Junior: 5º
Fiandre 2021 - In linea Junior: 41º
Wollongong 2022 - Cronometro Under-23: 7º
Wollongong 2022 - Staffetta mista: 7º
Wollongong 2022 - In linea Under-23: ritirato
Glasgow 2023 - Cronometro Under-23: 16º
Glasgow 2023 - In linea Under-23: 78º

### Competizioni continentali
- Campionati europei su strada

Plouay 2020 - Cronometro Junior: 8º
Plouay 2020 - In linea Junior: 33º
Trento 2021 - Cronometro Junior: 3º
Anadia 2022 - Cronometro Under-23: 3º
Drenthe 2023 - Cronometro Under-23: 9º
Drenthe 2023 - In linea Under-23: 69º
- Campionati europei su pista

Fiorenzuola d'Arda 2020 - Inseg. individuale Junior: 9º
Fiorenzuola d'Arda 2020 - Omnium Junior: 3º
Fiorenzuola d'Arda 2020 - Americana Junior: 7º
Apeldoorn 2021 - Inseguimento a squadre Junior: 2º
Apeldoorn 2021 - Inseguimento individuale Junior: 4º
Apeldoorn 2021 - Omnium Junior: 3º
Anadia 2022 - Inseguimento individuale Under-23: 6º
Anadia 2022 - Inseguimento a squadre Under-23: 3º
Anadia 2022 - Omnium Under-23: 7º